# Джей Мортенсон
Джей Мортенсон (англ. Jay Mortenson, 26 вересня 1966) — американський плавець.
Олімпійський чемпіон 1988 року.
Переможець літньої Універсіади 1987 року.